# Ancylorhynchus variegatus
Ancylorhynchus variegatus là một loài ruồi trong họ Asilidae. Ancylorhynchus variegatus được Bigot miêu tả năm 1879. Loài này phân bố ở vùng nhiệt đới châu Phi.